# Рока (гора)
Рока — гора в Крыму высотой 1347 м. Расположена на северной кромке Ай-Петринской яйлы, части Главной гряды Крымских гор, в 4 километрах к западу-северо-западу от города Ялты, на территории Ялтинского горно-лесного природного заповедника. Самая высокая вершина  Ай-Петринской яйлы.

## Описание
Рока в переводе с крымскотатарского языка означает «прялка».   
В 1400 м на северо-северо-восток гора Эндек. Возвышенность с конусовидной, слегка округленной безлесной вершиной. На склонах искусственные насаждения сосны крымской. Самая высокая точка Ай-Петринской яйлы. Несмотря на внушительную абсолютную высоту, перепад с окружающим плато составляет всего около 50 м, поэтому вершина с плато выглядит как пологий холм. Расположена в 4 км к западу-северо-западу от Ялты, к северо-западу от перевала Ставри-Богаз. Достигнуть вершину из Ялты можно по Ставрикайской тропе. Гора вытянута с юго-запада на северо-восток вдоль северного края Ай-Петринской яйлы. Находится недалеко от границы с более высокой Ялтинской яйлой. На амфитеатрах северо-западных лесистых склонов горы берут начало восточные притоки речки Куру-Узень, которая ниже по течению образует Большой каньон Крыма.  
В 150 метрах к юго-востоку от вершины проходит трасса магистрального газопровода, проложенного в 2000-е годы компанией Черноморнефтегаз.   
По плато южнее горы Рока проходит туристический маршрут №56. Для нахождения на территории Ялтинского горно-лесного природного заповедника  необходимо оформить пропуск на сайте.